# Штукин, Игорь Александрович
Игорь Александрович Штукин (род. 11 декабря 1985, Ярославль) — российский футболист, полузащитник.

## Карьера
Воспитанник ярославского «Шинника». В 2004 году вместе с командой участвовал в розыгрыше Кубка Интертото. 11 июля 2004 года он поразил ворота чешского «Теплице». По итогам встречи ярославцы победили со счетом 2:0 и вышли в следующий раунд турнира. Всего в еврокубках Штукин провел три игры и забил один гол. В том же году участвовал в поединке 1/16 финала Кубка России против «СКА-Энергии».
В дальнейшем выступал за ряд команд второго дивизиона. В 2006—2007 играл в Первом дивизионе в составе курского «Авангарда» и иркутской «Звезды».

## Пляжный футбол
В 2012 году, после расформирования команды Штукина «Металлург-Оскол», решил попробовать себя в пляжном футболе. Два года выступал за клуб Суперлиги «Подводник» (Ярославль). В 2014 году он тренировал в родном городе пляжную команду «Авангард», с которой успешно выступал в розыгрыше Кубка страны.